# Mnong

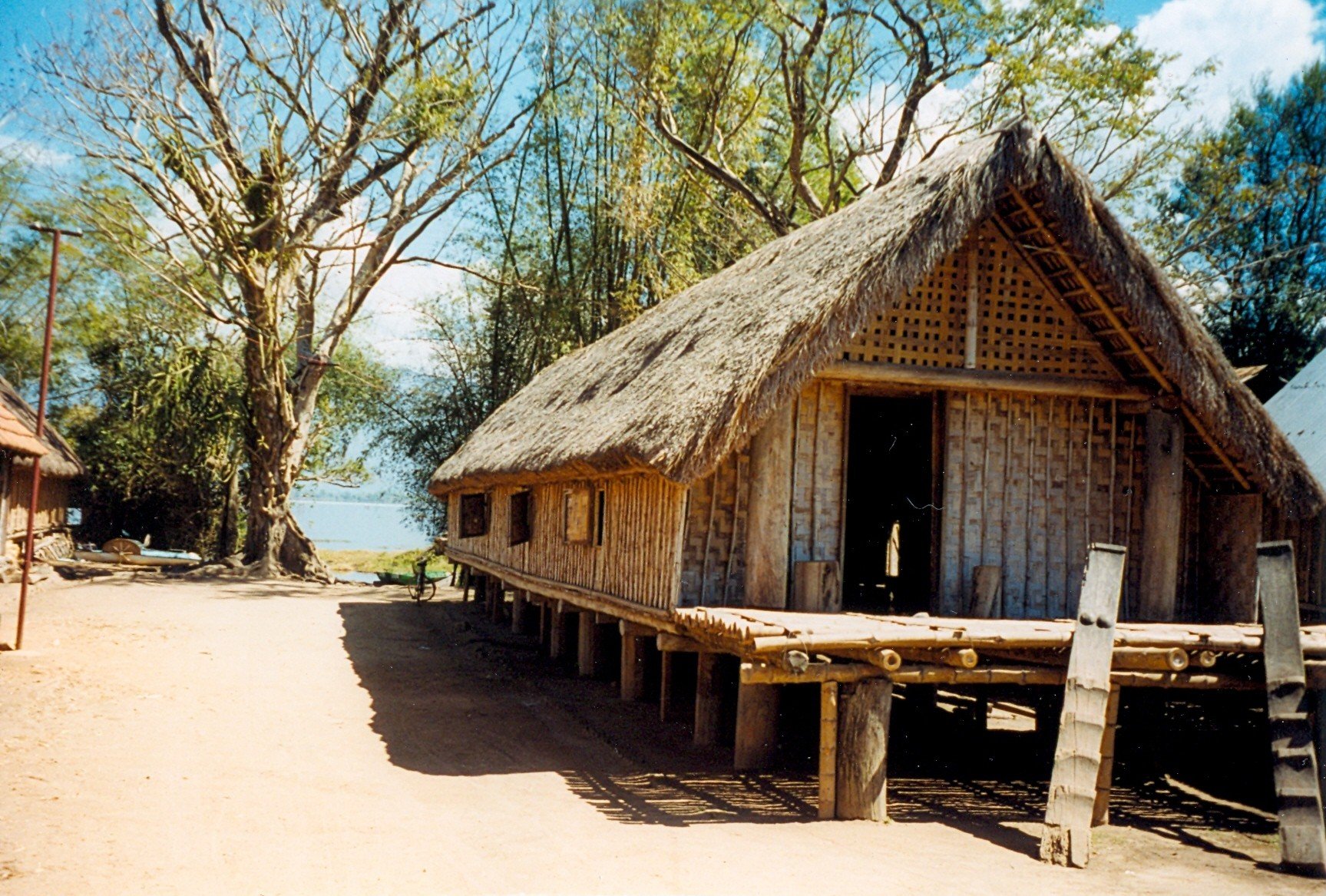
Mnongfolkets långhus.

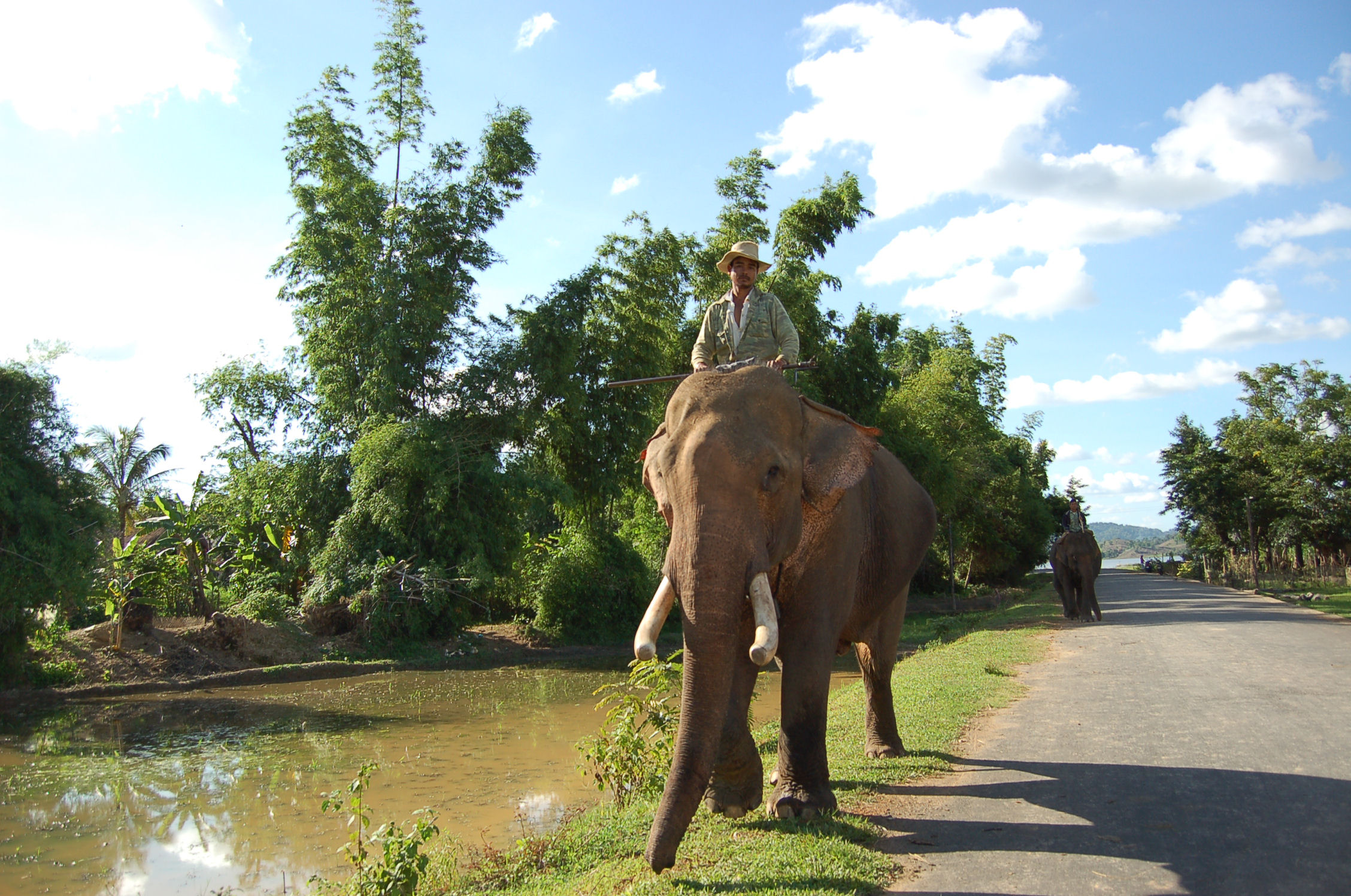
Alla tama elefanter i Dak Laks högländer ägs, tränas och sköts om av Mnongfolket

Mnong eller Munong (Vietnamesiska : Mơ-nông)  är en etnisk grupp inom Mon-Khmergruppen som lever i provinserna Binh Phuoc, Dak Lak och Lam Dong i Vietnam samt i Mondulkiriprovinsen i Kambodja. De talar språket Mnong.

## Historia
Mnongfolket, som tror på andar, anser sig stå nära den heliga Rismodern som har en särskild roll för Mnong. De lever i matriarkat, där kvinnan är familjens överhuvud och barnen ärver moderns namn och ägendom, och många döttrar är populärt hos Mnongfolket. Barnen döps först efter ett år. Mnong anses ha en tidigare koppling till Champariket, varför de tillhörde vietnams härskarklass från centrala och södra Vietnam från ungefär första århundradet fram till 1832, då regionen erövrades och annekterades av Vietnameserna.
Mnongfolket kan delas in i tre undergrupper :
- Centrala Mnong: omkring 88 000 personer i provinserna Dak Lak och Lam Dong i Vietnams centrala högland, vilka oftast är kristna.
- östliga Mnong: omkring 76 000 personer i provinserna Dak Lak och Lam Dong i Vietnams centrala högland.
- Sydliga Mnong: omkring 55 000 personer i Binh Phuocprovinsen i sydöstra Vietnam.

Delar av centrala Mnongfolket lever också i östra Mondulkiriprovinsen i Kambodja.

## Kultur
Samtliga undergrupper av Nmong talar olika dialekter av språket Mnong, vilket ingår i Bahnargruppen inom språkfamiljen Mon-khmerspråk, medan de saknade ett skriftspråk fram till 1900-talet.
En stor del av Nmongkulturen består av att berätta episka (Mnong language: Ot N'rong- Ot: historier, ofta i sång, eller berättade som poem , (N'rong: gammal historia). Många av dessa episka berättelser, som till exempel  Ghu sok bon Tiăng, är ganska långa. Denna muntliga berättartradition bestod av Mnongfolkets historiekultur ända fram till 1900-talet när de utvecklade ett skriftspråk.
Förutom sång hanterar de flera musikinstrument och anses för cirka 5 000 år sedan ha utvecklat instrumentet Litofon, en sorts xylofon tillverkad av sten, som används vid ceremoniella tillfällen.
Mnongfolket bor i byar vars namn alltid slutar på -Bon, i långhus byggda på pålar, med grästak, och väggar av trä eller bambu.
Mnongfolkets vardagsliv har präglats av att vara nära naturen, som samlare och jägare kunna försörja sig, men också att tillbe den i helig vördnad. Skogen anser de vara deras hem och trygghet som skyddar dem mot onda varelser. Många lever som bönder av risodling, majs cassava och sötpotatis, vilka är basfödan för Mnongfolket, men i synnerhet de västliga Mnongfolket har sedan medeltiden specialiserat sig på att fånga, träna och arbeta med elefanter.
En gång om året, vid första fullmånen på det nya året, hålls en ritual för elefanternas hälsa, varvid en gris slaktas och offras till gudarna, efter att byhövdingen strukit grisblodet på elefantens panna och med skyddande ramsor åkallar skogen att ge elefanten och dess ägare god hälsa under det nya året.

## Kända Mnong
- N'Thu K'Nul (1848-1927), var en elefanttränare och hövding från Lao-Mnong som grundade byn Buon Don, i kommunen Krong Na i Dak Lak. vilken kom att bli en by berömd för jägare och tränare av elefanter. han lär en gång ha fångat en vit elefant vilken han skänkte till den Thailändska kungafamiljen, vilka förärade honom titeln Khunjunob vilket kan översättas till "kungen av elefantjägare". Hans systerson R’leo Knul, ordnade en imponerande gravvård och tog över som hövding i byn Buon Don, och ledde flera elefantjakter fram till sin död 1941.[5][6]
- N'Trang Lơng, kommunist och hjälte som ledde bybor i strid mot franska kolonialister.
- Điểu Klung, episk historieberättare
- Điểu Kâu, etnolog

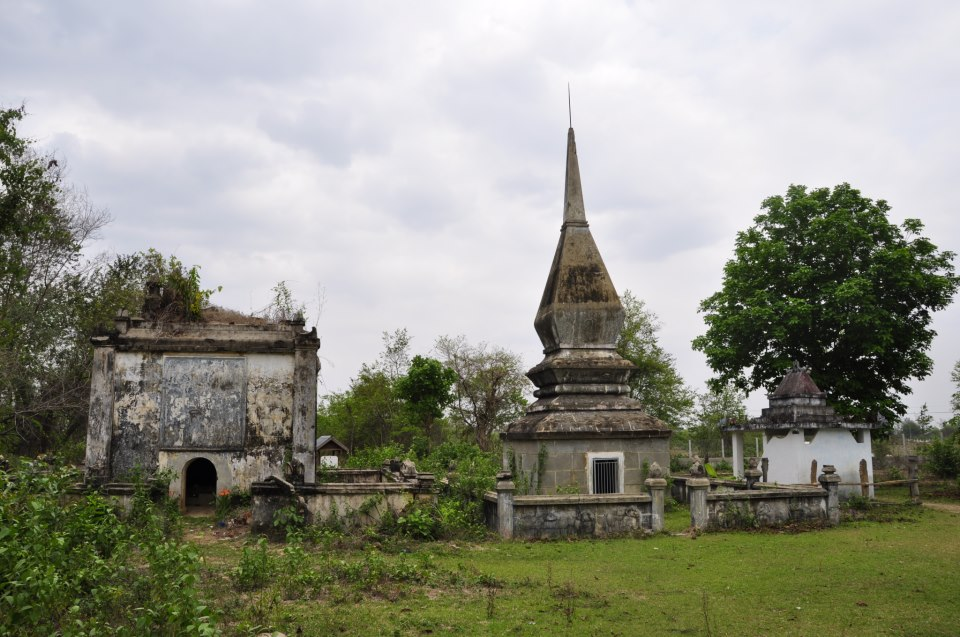
Kyrkogård för elefantjägare och tränare av elefanter i byn Buon Don, Dak Lak, , Dak Lak, Vietnam 2012
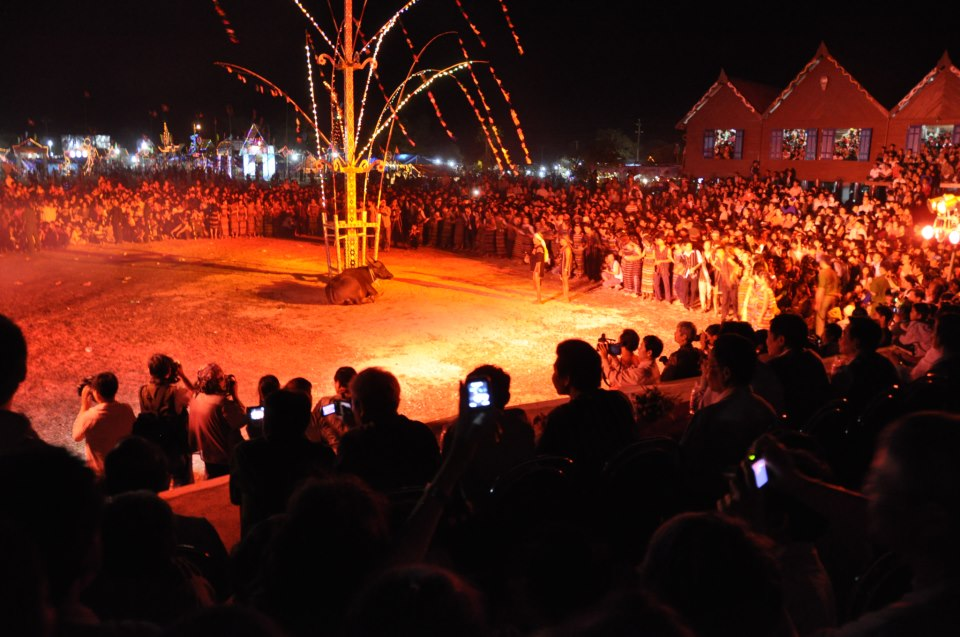
Årlig jaktritual med en buffel som dödas av byhövdingen Y Then E Ban i Buon Don
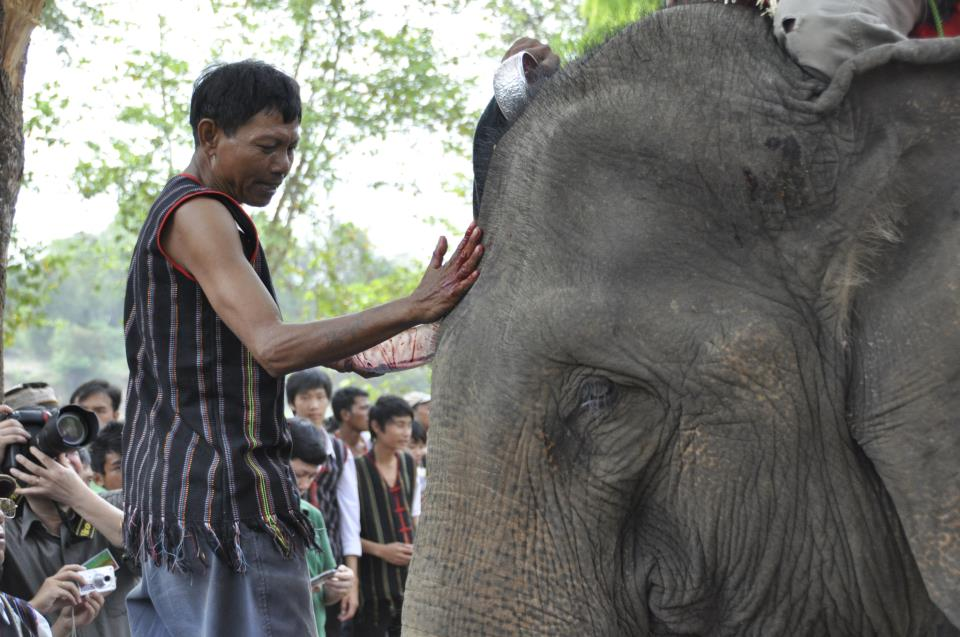
Ceremoni för elefanters hälsa i Buon Don när blod från en offrad gris smetas på elefantens panna
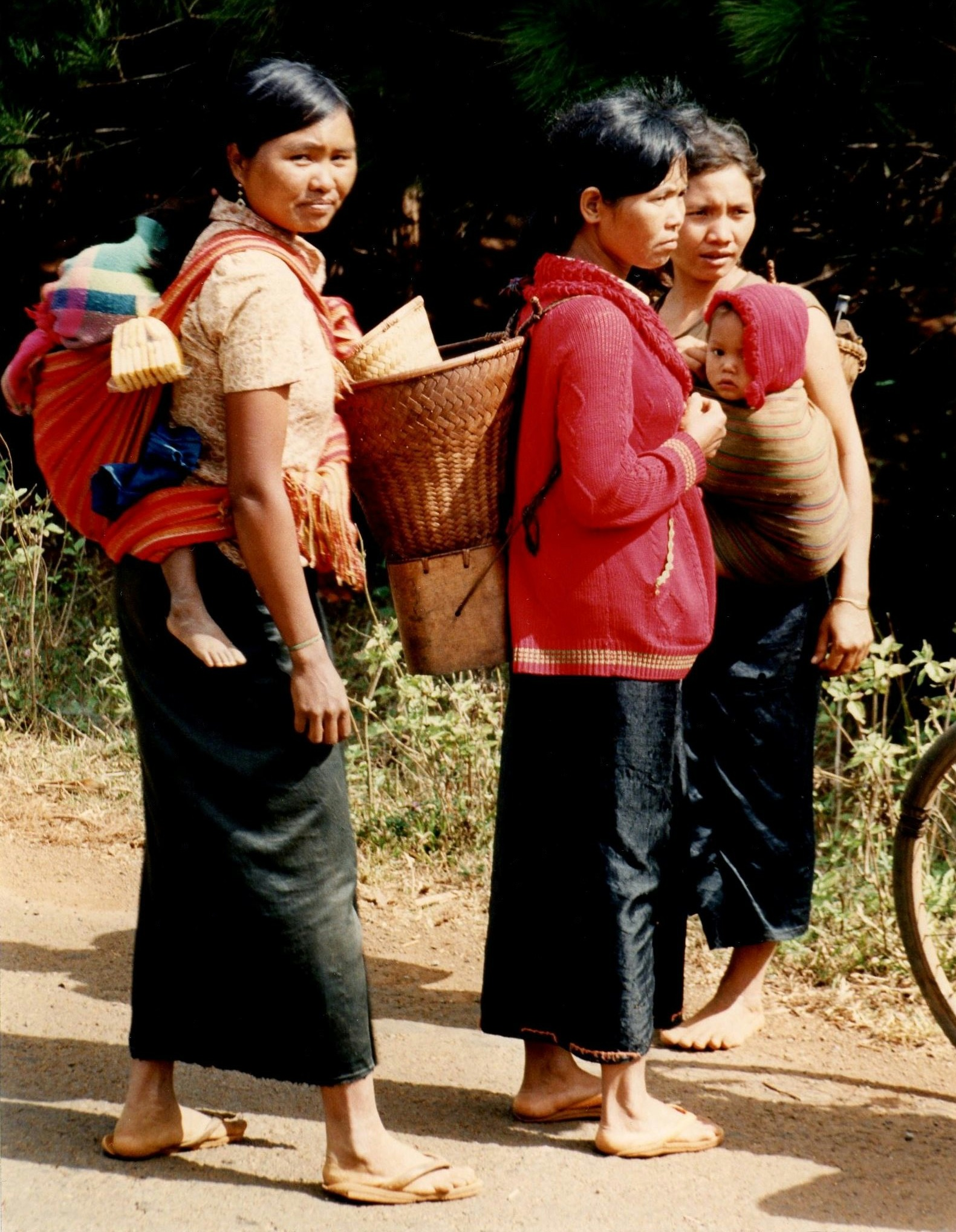
Mnongkvinnor i staden Buôn Ma Thuột.